# 人民会堂站 (呼和浩特市)
人民会堂站（蒙古语：ᠠᠷᠠᠳ ᠤᠨ ᠬᠤᠷᠠᠯ ᠤᠨ ᠲᠠᠩᠬᠢᠮ）是呼和浩特地铁1号线的地铁车站，位于中华人民共和国内蒙古自治区呼和浩特市新城区锡林北路街道与西街街道交界新华大街与呼伦贝尔北路交叉口地下，2019年12月29日開通运营。
车站建设时期工程名为博物馆站。

## 车站结构
人民会堂站位于新华大街与呼伦贝尔北路交叉口，沿新华大街东西向布置，长191米，标准段宽度19.7米，为地下两层岛式车站。
| 地面              | 出入口 | A-D出入口 |
| 地下一层          | 站厅   | 客服中心、自动售票机、验票机                                                                                            |
| 地下二层          | 站台层 | \| \| \| █ 1号线往伊利健康谷（新华广场） \| \| 島式 · 開左邊车门 \| \| \| \| \| \| █ 1号线往坝堰（机场）（将军衙署） \| |
|                   |        | █ 1号线往伊利健康谷（新华广场）                                                                                         |
| 島式 · 開左邊车门 |        | |
|                   |        | █ 1号线往坝堰（机场）（将军衙署）                                                                                       |

## 车站出口
人民会堂站共设5个出口，各出口及周围设施如下所示：
| 出口编号            | 照片 | 地点             | 可到达目的地                                           |
| ------------------- | ---- | ---------------- | ------------------------------------------------------ |
| A · 1 · 出口        |      | 新华东街（北侧） |                                                        |
| A · 2 · 出口        |      | 新华东街（北侧） | 内蒙古自治区煤矿安全监察局                             |
| B · 出口 · （设有） |      | 新华东街（南侧） | 清代绥远城阜安门遗址                                   |
| C · 出口            |      | 新华东街（南侧） | 内蒙古人民会堂、呼和浩特博物馆、内蒙古自治区人大常委会 |
| D · 出口            |      | 新华东街（北侧） | 新华大街63号院                                         |
| 图例： 设有         |      |                  |                                                        |

## 接驳交通

### 公交车
- 新世纪广场：3路、19路、29路、82路、K1路、夜间3号线
- 内蒙古人民会堂：29路、82路、K1路、夜间4号线

## 历史
- 2019年12月29日，本站随1号线通车一同开通[1]。